# Roberta Giussani
Roberta Giussani (Milán, 2 de julio de 1972) es una deportista italiana que compitió en esgrima, especialista en la modalidad de espada. Ganó una medalla de oro en el Campeonato Europeo de Esgrima de 1993, en la prueba individual.

## Palmarés internacional
| Campeonato Europeo | Campeonato Europeo | Campeonato Europeo | Campeonato Europeo |
| Año                | Lugar              | Medalla            | Prueba             |
| ------------------ | ------------------ | ------------------ | ------------------ |
| 1993               | Linz (Austria)     | Medalla de oro     | Espada individual  |